# Pandore (fille de Deucalion)
Pour les articles homonymes, voir Pandore (homonymie).
Dans la mythologie grecque, Pandore (en grec ancien Πανδώρα / Pandốra) est la fille de Deucalion et de Pyrrha, et la sœur d'Hellen, Amphictyon, Protogénie et Thyia. Elle fut séduite par Zeus, de qui elle eut Latinus.